# Almásy János
Zsadányi és törökszentmiklósi  Almásy (II.) János  (Gyöngyös, 1691. december 16.  - Gyöngyös, 1765. április 4.) nádori (jászkun) főkapitány és hétszemélyes táblaülnök.

Almásy János címere

## Életrajza
Édesapja Almásy (I.) János, a királyi tábla jegyzője , később vármegyei alispánja aki Lipót királytól 1677. augusztus  11-én nyert címerlevelet, azaz nemesi oklevelet kapott.
Almásy János apjához hasonló ügyességgel tovább gyarapította a már jelentős családi vagyont. Szellemi téren és a hivatali rangokat illetően felülmúlta apját.
1722 június 21-én vette feleségül Békési Katalint, Békési Mihály lányát Tarnazsadány községben. 
1728-ban az országgyűlésben Heves megye követe lett. 1732-ben helyhatósági főjegyző.
1742-ben nevezték ki nádori főkapitánynak, azonban a Jászkun Kerületek eladása idején (1702-1745) e tisztség nem volt betölthető, így beiktatása elmaradt.
1745. július 12-én Jászberényben, a Jászkun Kerület házában megtartott közgyűlésen történt meg a nádori főkapitányi székbe az ünnepélyes beiktatása a redemptio azaz a jászkun kerület visszaváltása megtörtént. A  jászkunok  a visszaváltáshoz jelentős mennyiségű összeget vettek kölcsönbe és Almásy a frissen beiktatott jászkun kapitány a kölcsönbe vett  összegért vagyonával is jótállt.
1751-ben titkos tanácsosi rangot kapott, amit a kerületek 1752. novemberi közgyűlésén tudomásul vettek, ezzel megszűnt a főkapitányi tisztsége.
1754 márciusában kinevezték hétszemélyes táblaülnöknek, ami az akkori magyar jogban a Hétszemélyes Tábla (latinul Excelsa Tabula Septemviralis) egy úgynevezett felsőbíróság neve volt, ami a mai jogban az alkotmánybírósághoz  hasonló magas jogi szerepet játszott.
1765-ben bekövetkezett halálakor egy ünnepi közgyűlésen emlékeztek meg róla és méltatták munkásságát.
Almásy János a jászok és a kunok főkapitánya Szentkúton nyert rendkívüli gyógyulásáért hálából, Bellágh Ádám Antal szentkúti remete pap segítségével, 1758-tól 1763-ig felépítette a mai kegytemplomot és mellé egy kolostort.
Testvérbátyja Almásy András, gyöngyösi plébános majd egri kanonok volt.

## További információ
- Kapuváriak zarándoklata (2010. március 15.)[halott link]